# Vip in Trip
Vip in Trip è un singolo del rapper italiano Fabri Fibra, pubblicato il 27 luglio 2010 come primo estratto dal quinto album in studio Controcultura.

## Descrizione
Si tratta dell'ottava traccia dell'album. La versione radiofonica è caratterizzata da una censura sui nomi dell'attrice italiana Laura Chiatti e del politico italiano Piero Marrazzo.

## Video musicale
Il video, diretto da Cosimo Alemà e prodotto dalla compagnia The Mob, è un omaggio al video di Rock the Casbah dei Clash e in esso compaiono anche due sosia dei politici italiani Silvio Berlusconi e Umberto Bossi, oltre a quello di Piero Marrazzo in un paio di fotogrammi. Chef Ragoo vi fa un'apparizione, nei panni del batterista.
Il video, precedentemente rimosso per motivi legali, è stato ripubblicato il 30 maggio 2013 sul canale YouTube del rapper, dopo quasi tre anni dalla sua rimozione. Essa costituisce una versione alternativa, in quanto presenta una modifica che cambia radicalmente la seconda strofa della canzone.

## Tracce
Testi di Fabrizio Tarducci, musiche di Michele Canova Iorfida.
1. Vip in Trip – 3:56

## Classifiche

### Classifiche settimanali
| Classifica (2010) | Posizione massima |
| ----------------- | ----------------- |
| Italia            | 2                 |

### Classifiche di fine anno
| Classifica (2010) | Posizione |
| ----------------- | --------- |
| Italia            | 30        |